# Доктор Ху (2. сезона)
Друга сезона британске научнофантастичне телевизијске серије Доктор Ху премијерно је емитована на каналу BBC1 између 1964. и 1965. Сезона је почела 31. октобра 1964. серијалом Планета дивова, а завршила се са серијалом Мешач у време 24. јула 1965. године. Као и у првој сезони, продукцију је надгледала прва продуценткиња BBC-ја, Верити Ламберт. Уредник сценарија Дејвид Витакер наставио је да се бави сценаријима и причама у раној фази продукције, а потом је ту улогу, с почетком емитовања сезоне, преузео Денис Спунер; он је напустио своју функцију до краја сезоне, а заменио га је Доналд Тош у последњем серијалу. До краја сезоне, Ламбертова је остала једини преостали члан оригиналне продукцијске екипе која је учествовала у стварању серије.
Насловну улогу је и даље тумачио Вилијам Хартнел као прва инкарнација Доктора, ванземаљца који путује кроз време и простор у свом ТАРДИС-у, који споља изгледа као британска полицијска телефонска говорница. Керол Ен Форд је наставила да тумачи улогу Докторове унуке Сузан Форман, која му је сапутница, заједно са њеним наставницима Ијаном Честертоном и Барбаром Рајт, које су играли Вилијам Расел и Џеклин Хил. Фордова је напустила серију након серијала Инвазија Далека на Земљу, а заменила ју је Морин О’Брајен као Вики у епизоди „Моћни непријатељ”. Пред крај сезоне, и Расел и Хилова су напустили серију у последњој епизоди серијала Потера, а њих је заменио Питер Первис као Стивен Тејлор. Хартнел је остао једини члан оригиналне глумачке поставе.
Девет серијала је написало шест сценариста: Витакер, Спунер, Луис Маркс, Тери Нејшн, Бил Стратон и Глин Џоунс. Ламбертова је сарађивала са уредницима прича како би серија задржала свежину, испитујући нове правце, попут хумористичног и псеудоисторијског садржаја. Већину серијала режирали су редитељи који су се вратили из претходне сезоне: Мервин Пинфилд, Ричард Мартин и Кристофер Бери; изузетак је Даглас Камфилд, који је претходно био асистент режије Варису Хусеину током прве сезоне. Прва два серијала су снимана од августа до октобра 1964. у истом продукционом блоку као и прва сезона; остатак сезоне почео је да се снима у децембру 1964. и трајао је приближно седам месеци, са недељним снимањима углавном у студију Riverside или у Телевизијском центру BBC-ја.
Прву епизоду је погледало 8,4 милиона гледалаца, што се сматрало снажним дебијем сезоне. Серијал Инвазија Далека на Земљу је пратило додатних четири милиона гледалаца, а серија је достигла рекорд од 13,5 милиона гледалаца за епизоду Планета мрежа. Сезона је добила углавном позитивне критике, са похвалама упућеним сценаријима и глуми, посебно Хартнелу и Хиловој, иако су неке приче и специјални ефекти били критиковани; последње сцене Фордове, Расела и Хилове добиле су посебне похвале због свог емоционалног утицаја. BBC је избрисао неколико епизода између 1967. и 1969. године, иако је већина на крају откривена и обновљена. Од укупно 39 епизода, недостају само две епизоде серијала Крсташки рат. Серијали су добили више VHS и DVD издања, као и пратеће романе, а Blu-ray издање сезоне објављено је 2022. године.

## Улоге
- Вилијам Хартнел као Први Доктор
- Керол Ен Форд као Сузан Форман (епизоде 1−9)
- Вилијам Расел као Ијан Честертон (епизоде 1−35)
- Џеклин Хил као Барбара Рајт (епизоде 1−35)
- Морин О’Брајен као Вики (епизоде 10−39)
- Питер Первис као Стивен Тејлор (епизоде 35−39)

## Епизоде
| Бр. еп. (укупно) | Бр. еп. (у сезони) | Наслов                  | Редитељ        | Сценариста     | Премијера          | Гледаност у Британији (милиони) |
| --- | ------------------ | ----------------------- | -------------- | -------------- | ------------------ | ------------------------------- |
| 43 | 1                  | „Планета дивова”        | Мервин Пинфилд | Луис Маркс     | 31. октобар 1964.  | 8,4                             |
| Када се ТАРДИС поквари, а врата се отворе у временском вортексу, путници и њихов брод се смањују до величине инсеката. Када стигну на Земљу, откривају убилачку заверу која укључује нови инсектицид ДН6 — али како да зауставе злочин у свом минијатуризованом стању? |                    |                         |                |                |                    |                                 |
| 44 | 2                  | „Опасно путовање”       | Мервин Пинфилд | Луис Маркс     | 7. новембар 1964.  | 8,4                             |
| Ијан и Барбара су случајно одведени у Смитерсову лабораторију и, док се Доктор и Сузан суочавају са опасним путовањем да дођу до њих, они су сведоци смртоносних дејстава ДН6 из прве руке. |                    |                         |                |                |                    |                                 |
| 45 | 3                  | „Криза”                 | Даглас Камфилд | Луис Маркс     | 14. новембар 1964. | 8,9                             |
| Доктор и његови сапутници се налазе у трци са временом како би разоткрили Форестерове планове и вратили се у нормалну величину пре него што Барбара подлегне дејствима ДН6. |                    |                         |                |                |                    |                                 |
| 46 | 4                  | „Крај света”            | Ричард Мартин  | Тери Нејшн     | 21. новембар 1964. | 11,4                            |
| Ијан и Барбара верују да се ТАРДИС коначно вратио у њихов савремени Лондон, али убрзо откривају знаке куге и рата. Њихови стари непријатељи Далеци напали су Земљу у 22. веку. Раздвојени и борећи се за своје животе, сапутници морају покушати да помогну преосталим људима и збаце окрутну тиранију Далека. |                    |                         |                |                |                    |                                 |
| 47 | 5                  | „Далеци”                | Ричард Мартин  | Тери Нејшн     | 28. новембар 1964. | 12,4                            |
| Доктор и Ијан бивају одведени у брод Далека, док се Сузан и Барбара придружују побуњеницима у планирању напада. |                    |                         |                |                |                    |                                 |
| 48 | 6                  | „Дан обрачуна”          | Ричард Мартин  | Тери Нејшн     | 5. децембар 1964.  | 11,9                            |
| Доктор успева да побегне из далечког брода и нађе се са Сузан и Дејвидом, једним од побуњеника, али Ијан остаје заробљен на броду. У међувремену, Барбара и њени нови пријатељи суочавају се са опасним путовањем кроз Лондон. |                    |                         |                |                |                    |                                 |
| 49 | 7                  | „Крај сутрашњице”       | Ричард Мартин  | Тери Нејшн     | 12. децембар 1964. | 11,9                            |
| Док Сузан и Дејвид покушавају да нађу излаз из Лондона, Ијан и Лари се убацују у руднике Далека. |                    |                         |                |                |                    |                                 |
| 50 | 8                  | „Пробуђени савезник”    | Ричард Мартин  | Тери Нејшн     | 19. децембар 1964. | 11,9                            |
| Докторова група истражује централну контролу Далека у Бедфордширу, док покушај Барбаре и Џени да дођу до ње бива осујећен издајом. |                    |                         |                |                |                    |                                 |
| 51 | 9                  | „Преломна тачка”        | Ричард Мартин  | Тери Нејшн     | 26. децембар 1964. | 12,4                            |
| План Далека да претворе Земљу у огромни свемирски брод и збришу њене становнике ближи се остварењу, а Доктор и његови пријатељи се налазе у трци са временом како би их спречили да униште језгро планете. Након што победе Далеке, Дејвид моли Сузан да остане и уда се за њега. Сузан оклева, а Доктор закључава врата ТАРДИС-а и опрашта се од ње, рекавши да заслужује нормалан живот. Он обећава да ће се једног дана вратити. |                    |                         |                |                |                    |                                 |
| 52 | 10                 | „Моћни непријатељ”      | Кристофер Бери | Дејвид Витакер | 2. јануар 1965.    | 12,0                            |
| На планети Дидо, монструозни Кокилион терорише Бенета и Вики, једине преживеле у срушеном свемирском броду. Када ТАРДИС слети, Доктор, Ијан и Барбара се удружују са Вики да открију шта Кокилион крије. |                    |                         |                |                |                    |                                 |
| 53 | 11                 | „Очајничке мере”        | Кристофер Бери | Дејвид Витакер | 9. јануар 1965.    | 13,0                            |
| Доктор и Ијан стижу до срушеног свемирског брода и налазе се са Барбаром и Вики, где Доктор открива истину о Кокилиону, за кога се открива да је прерушени Бенет. Баш када се спрема да убије Доктора, појављују се двојица преживелих домородаца Дидонаца и убијају Бенета. Пошто нема живу породицу и ништа што би је задржало на Дидоу, Вики бива примљена на ТАРДИС.                                                            |                    |                         |                |                |                    |                                 |
| 54 | 12                 | „Трговци робовима”      | Кристофер Бери | Денис Спунер   | 16. јануар 1965.   | 13,0                            |
| Доктор и сапутници одлучују да оду на одмор у близини старог Рима, али после месец дана Доктор постаје немиран. Он и Вики одлучују да посете Рим, а док их нема, трговци робовима отимају Ијана и Барбару. Међутим, сви путеви воде у Рим, а сапутници се налазе у немилости цара Нерона. |                    |                         |                |                |                    |                                 |
| 55 | 13                 | „Сви путеви воде у Рим” | Кристофер Бери | Денис Спунер   | 23. јануар 1965.   | 11,5                            |
| Док се Доктор и Вики састају са Нероном, Барбара је одведена у Рим да би била продата, док је Ијан приморан да ради као роб на галији. |                    |                         |                |                |                    |                                 |
| 56 | 14                 | „Завера”                | Кристофер Бери | Денис Спунер   | 30. јануар 1965.   | 10,0                            |
| Ијан и Делос су приморани да се боре један против другог за своју слободу, док Доктор мора да наступа пред Нероновим двором. |                    |                         |                |                |                    |                                 |
| 57 | 15                 | „Пакао”                 | Кристофер Бери | Денис Спунер   | 6. фебруар 1965.   | 12,0                            |
| Ијан и Делос успевају да побегну од робовласника, а Тавије пристаје да помогне Барбари да им се поново придружи. Докторови покушаји да избегне да буде бачен лавовима ненамерно доводе до тога да Нерон одлучује да запали Рим. |                    |                         |                |                |                    |                                 |
| 58 | 16                 | „Планета мрежа”         | Ричард Мартин  | Бил Стратон    | 13. фебруар 1965.  | 13,5                            |
| ТАРДИС је привучен од стране тајанствене силе и слеће на ванземаљску планету Вортис. Тамо се Доктор, Ијан, Барбара и Вики налазе ухваћени у рату између зле силе познате као „Анимус”, њених савезника Зарбија, сличних мравима, и расе Меноптра, налик лептирима, и њихових савезника подземних Оптера. |                    |                         |                |                |                    |                                 |
| 59 | 17                 | „Зарбији”               | Ричард Мартин  | Бил Стратон    | 20. фебруар 1965.  | 12,5                            |
| Доктора, Ијана и Вики заробљавају Зарбији, док се Барбара сусреће са народом Меноптера, који покушава да поврате планету. |                    |                         |                |                |                    |                                 |
| 60 | 18                 | „Бекство у опасност”    | Ричард Мартин  | Бил Стратон    | 27. фебруар 1965.  | 12,5                            |
| Доктор је приморан да сарађује са Анимусом, али Ијан користи прилику да покуша да побегне. |                    |                         |                |                |                    |                                 |
| 61 | 19                 | „Кратер од игала”       | Ричард Мартин  | Бил Стратон    | 6. март 1965.      | 13,0                            |
| Ијана и Врестин заробљавају подземни Оптера, док Барбара и њени савезници Меноптера покушавају да побегну из логора робова. |                    |                         |                |                |                    |                                 |
| 62 | 20                 | „Инвазија”              | Ричард Мартин  | Бил Стратон    | 13. март 1965.     | 12,0                            |
| Барбара и преживели Меноптере налазе се у храму светлости, док Доктор и Вики покушавају да побегну преузимајући контролу над Зарбијима. |                    |                         |                |                |                    |                                 |
| 63 | 21                 | „Центар”                | Ричард Мартин  | Бил Стратон    | 20. март 1965.     | 11,5                            |
| Доктор и Вики су одведени пред Анимуса, али изоптоп је остављен у лабораторији. Једина нада у победу лежи у Барбари и њеним савезницима Меноптерама. |                    |                         |                |                |                    |                                 |
| 64 | 22                 | „Лав”                   | Даглас Камфилд | Дејвид Витакер | 27. март 1965.     | 10,5                            |
| ТАРДИС слеће у Свету земљу током Трећег крсташког рата и његови путници помажу да се Ричард Лављег Срца спаси из заседе, али Барбара је заробљена и изведена пред Саладина. |                    |                         |                |                |                    |                                 |
| 65 | 23                 | „Витез од Јафе”†        | Даглас Камфилд | Дејвид Витакер | 3. април 1965.     | 8,5                             |
| Док су Доктор, Ијан и Вики увучени у интриге двора краља Ричарда, Барбара мора да се носи са нестрпљивим Саладином и осветољубивим Ел Акиром. |                    |                         |                |                |                    |                                 |
| 66 | 24                 | „Коло среће”            | Даглас Камфилд | Дејвид Витакер | 10. април 1965.    | 9,0                             |
| Барбара се удружује са човеком чије је људе Ел Акир побио, док су Доктор и Вики ухваћени у Ричардов план да понуди руку своје сестре Саладиновом брату. |                    |                         |                |                |                    |                                 |
| 67 | 25                 | „Господари рата”†       | Даглас Камфилд | Дејвид Витакер | 17. април 1965.    | 9,5                             |
| Ијан са невољним саучесником креће да спасе Барбару из Ел Акирове палате, док Доктор и Вики покушавају да избегну сумње грофа од Лестера. |                    |                         |                |                |                    |                                 |
| 68 | 26                 | „Свемирски музеј”       | Мервин Пинфилд | Глин Џоунс     | 24. април 1965.    | 10,5                            |
| ТАРДИС стиже на планету која је претворена у свемирски музеј, али Доктор и његови пријатељи су збуњени када схвате да нису у потпуном контакту са стварношћу око себе. |                    |                         |                |                |                    |                                 |
| 69 | 27                 | „Димензије времена”     | Мервин Пинфилд | Глин Џоунс     | 1. мај 1965.       | 9,2                             |
| Сада када су се вратили на свој правилни ток времена, Доктор и његови пријатељи морају да учине све како би избегли будућност коју су видели за себе. |                    |                         |                |                |                    |                                 |
| 70 | 28                 | „Потрага”               | Мервин Пинфилд | Глин Џоунс     | 8. мај 1965.       | 8,5                             |
| Пошто је Доктор нестао, Ијан, Барбара и Вики се налазе у опасности од Морока, док Ксерони покушавају да ступе у контакт са њима. |                    |                         |                |                |                    |                                 |
| 71 | 29                 | „Завршна фаза”          | Мервин Пинфилд | Глин Џоунс     | 15. мај 1965.      | 8,5                             |
| Док Ијан покушава да натера Лобоса да пусти Доктора из музеја, Вики се придружује Ксеронима у покушају да набави оружје потребно за покретање револуције против окупатора. |                    |                         |                |                |                    |                                 |
| 72 | 30                 | „Егзекутори”            | Ричард Мартин  | Тери Нејшн     | 22. мај 1965.      | 10,0                            |
| Доктор је набавио визуализатор времена и простора, уређај са ТВ екраном који може приказивати сцене из прошлости. Они бирају да гледају Линколна, Шекспира и Битлсе. ТАРДИС слеће на пусту планету са два сунца, а путници се раздвајају. Пешчана олуја узрокује да Доктор и Барбара изгубе ТАРДИС, Ијан и Вики се срећу са чудовиштем сличним октоподу, а Далеци долазе, још увек у потери за њима.                                |                    |                         |                |                |                    |                                 |
| 73 | 31                 | „Смрт времена”          | Ричард Мартин  | Тери Нејшн     | 29. мај 1965.      | 9,5                             |
| Док чудовиште прети Ијану и Вики, Доктор и Барбара се састају са Аридијанцима, домороцима којима је наређено да их предају Далецима. |                    |                         |                |                |                    |                                 |
| 74 | 32                 | „Лет кроз вечност”      | Ричард Мартин  | Тери Нејшн     | 5. јун 1965.       | 9,0                             |
| Покушаји посаде ТАРДИС-а да побегну од Далека одвели су их до врха Емпајер стејт билдинга и једрењака из 19. века. |                    |                         |                |                |                    |                                 |
| 75 | 33                 | „Путовање у ужас”       | Ричард Мартин  | Тери Нејшн     | 12. јун 1965.      | 9,5                             |
| ТАРДИС слеће у уклету кућу где се Доктор и његови пријатељи суочавају са Дракулом и Франкенштајновим чудовиштем, а онда се појављују Далеци. |                    |                         |                |                |                    |                                 |
| 76 | 34                 | „Смрт Доктора Хуа”      | Ричард Мартин  | Тери Нејшн     | 19. јун 1965.      | 9,0                             |
| Како је Вики заробљена на времеплову Далека, Доктор, Ијан и Барбара одлучују да се заузму на планети Механус. |                    |                         |                |                |                    |                                 |
| 77 | 35                 | „Планета одлуке”        | Ричард Мартин  | Тери Нејшн     | 26. јун 1965.      | 9,5                             |
| Доктор и његови пријатељи су одведени у град Механоида, где се налази и насукани астронаут Стивен Тејлор, али њихови проблеми су далеко од краја, поготово јер Далеци крећу у напад. Након што побегну из града, они проналазе времеплов Далека, а Ијан и Барбара убеђују Доктора да им помогне да га покрену, како би се вратили у Лондон свог времена.                                                                            |                    |                         |                |                |                    |                                 |
| 78 | 36                 | „Посматрач”             | Даглас Камфилд | Денис Спунер   | 3. јул 1965.       | 8,9                             |
| Доктор, Вики и Стивен стижу у Енглеску 1066. године, али нешто не изгледа у реду — око себе примећују модерне изуме као што је грамофон. Да ли се тамо налази и други путник кроз време? |                    |                         |                |                |                    |                                 |
| 79 | 37                 | „Монах који се меша”    | Даглас Камфилд | Денис Спунер   | 10. јул 1965.      | 8,8                             |
| Монах заробљава Доктора у манастирској ћелији, а Стивенова и Викина потрага за њим доводи их у једно саксонско село. Међутим, већа опасност прети када се на обали искрца група викиншких нападача. |                    |                         |                |                |                    |                                 |
| 80 | 38                 | „Битка умова”           | Даглас Камфилд | Денис Спунер   | 17. јул 1965.      | 7,7                             |
| Доктор успева да побегне из ћелије и стекне предност над Монахом, али његови планови су поремећени када два Викинга стигну у манастир. |                    |                         |                |                |                    |                                 |
| 81 | 39                 | „Шах-мат”               | Даглас Камфилд | Денис Спунер   | 24. јул 1965.      | 8,3                             |
| Доктор коначно открива шта Монах смера и мора да делује брзо како би спречио свог противника да промени ток историје. |                    |                         |                |                |                    |                                 |

^†  Изгубљена епизода.

## Продукција

### Развој
Шеф драмског одељења BBC-ја и један од твораца серије, Сидни Њуман, послао је 20. маја 1964. допис шефу програма Доналду Бејверстоку, у којем је предложио шестонедељну паузу у емитовању након завршетка седмог серијала, Сензорити, у августу 1964. године. Бејверсток је накнадно одобрио четворонедељну паузу после осмог серијала, Владавина терора, у септембру исте године. Ова пауза је значила да су последња два серијала првог 52-недељног продукционог блока серије — Планета дивова и Инвазија Далека на Земљу — била одложена до почетка друге сезоне. Четворонедељна пауза је касније постала шестонедељна, а премијера друге сезоне је заказана за 31. октобар 1964. године. У августу те године, продуценткиња Верити Ламберт је покушала да добије коначан одговор о томе да ли ће серија бити обновљена за други блок продукције. Дана 14. августа, Бејверсток је одобрио додатних 13 недеља, са могућношћу продужења на још 13.  Дана 21. августа, пристао је на пуних 26 недеља, а у јануару 1965. продужио их је на 35, са још четири епизоде које су додате другој сезони, док је пет последњих задржао за наредну сезону. Током продукције серијала Инвазија Далека на земљу — који је означавао крај првог блока продукције — асистент продуцента Мервин Пинфилд је напустио серију; он је наставио да буде потписан као асистент до краја четвртог серијала сезоне. Његова улога није замењена, пошто се Ламбертова усталила на свом месту и више јој није био потребан асистент. До краја сезоне, Ламбертова је остала једина преостала чланица оригиналне екипе која је учествовала у стварању серије.

### Кастинг и ликови
Дана 12. марта 1964, трговински лист Television Today објавио је да ће Керол Ен Форд напустити улогу Сузан Форман по истеку свог уговора — на крају првог продукцијског блока, на крају серијала Инвазија Далека на Земљу — због незадовољства развојем њеног лика. Уредник сценарија Дејвид Витакер желео је јак разлог за Сузанин одлазак. У јуну 1964, шеф серијала Доналд Вилсон је разматрао наставак серије без лика Барбаре Рајт и са млађом глумицом за Сузан. У августу 1964, Ламбертова је Памели Френклин доделила улогу Џени (првобитно познату као Саида) у серијалу Инвазија Далека на Земљу, са намером да замени Фордову као Сузан. Неколико дана касније, лик је преправљен у спореднији, а нова сапутница требало је да буде представљена у наредном серијалу. Френклинова је потом избачена из разматрања за улогу. Редитељ Ричард Мартин питао је Ен Дејвис, која је на крају и добила улогу Џени, да ли би била расположена за сталну улогу, али није могао да јој понуди ангажман.‍(06:21)  Ламбертова је затражила пробна снимања за Морин О’Брајен и Дениз Апсон у улози нове сапутнице Вики. Њих две су 14. септембра 1964. биле на аудицији у Телевизијском центру BBC-ја, а О’Брајенова је на крају добила улогу. Она је управо била завршила драмску школу и ово јој је била прва телевизијска улога.‍(3:33)
Дана 14. августа 1964, Бејверсток је затражио од Ламбертове да обнови уговоре Вилијама Хартнела, Вилијама Расела и Џеклин Хил — за њихове улоге Доктора, Ијана Честертона и Барбаре Рајт — на додатних 13 недеља. До 19. августа, Ламбертова је навела њихове одговоре: Хартнел је одбио понуду, желећи 26 недеља и 250 гвинеја по епизоди (повећање од 25), Расел је пристао под условом да му хонорар буде изједначен са Хартнеловим (повишица од приближно 75 гвинеја), а Хилова је прихватила под условом да добије хонорар од 200 гвинеја (повећање од 95). Бејверсток је препоручио да Ламбертова упозори троје глумаца у вези са њиховим захтевима, али се убрзо повукао из преговора, тражећи од Ламбертове да се уместо тога посаветује са шефом серије Елвином Џоунсом. Ламбертова је рекла да би била вољна да прихвати Хартнелов захтев ако се серија обнови на 26 недеља уместо на 13, али је напоменула да Раселу и Хиловој може бити понуђена повишица између 10 и 25 фунти по епизоди.
Претпоследњи серијал сезоне, Потера, означио је последње редовно појављивање Расела и Хилове. Њихов одлазак је најављен 1. априла 1965. године. Расел је објаснио да је креативност нестала и да је желео да се врати комедијама и позоришту, док је Хилова рекла: „Било веома забавно, али не можете то радити заувек”. Своје одлуке су донели независно једно од другог и о њима унапред обавестили Ламбертову. Хартнел је био веома погођен тиме што би остао једини преостао члан оригиналне главне глумачке поставе, па су и он и Ламбертова покушали да их убеде да остану. Ламбертова је на крају одлучила да Ијан и Барбара оду истовремено, на благо романтичан начин. Питер Первис је добио улогу новог сапутника, Стивена Тејлора, пошто је на Хартнела и О’Брајенову оставио снажан утисак у другој улози раније у серијалу; Мартин је оклевао да га ангажује у две улоге у истом серијалу, али је Ламбертова одобрила.‍(55:37) Первис је прихватио улогу у року од неколико дана. Иако уопште није био упознат са научном фантастиком, био је импресиониран првим серијалом серије, Ванземљаско дете (1963), и уживао је у раду са Хартнелом и О’Брајеновом; неколико недеља раније упознао је Хартнела док је снимао серију Вустеров свет (1965–1967) у студију Ealing. Дана 21. маја 1965, Первис је добио уговор за три приче (13 епизода), са могућношћу за додатних 20 епизода до 10. септембра и још 26 до 4. фебруара 1966. године. Његова улога сапутника у серији званично је објављена 18. јуна 1965. године.

### Писање
У априлу 1964, Витакер је предложио Ламбертовој да би друга сезона серије требало да има мање сценариста ради бољег развоја ликова. Изложио је план од десет серијала, сваки од четири до шест епизода (укупно 52), који би се смењивали између три врсте прича првобитно замишљене за серију: историјске приче из прошлости, технолошке приче из будућности и алтернативе садашњости. Он је предложио да се четири историјске приче усредсреде на Шпанску армаду, древне Египћане, Амерички грађански рат и старе Римљане, док би два од пет футуристичких серијала могла да укључују сценарије које су већ написали Малколм Халк и Ентони Коберн. Такође је препоручио да Тери Нејшн буде главни сценариста, барем за футуристичке серијале, уз главног сценаристу за историјске приче. До краја октобра 1964, неки од сценариста који су били у разматрању за другу сезону били су Кит Дјухерст, Вилијам Емс, Брајан Хејлс, Џон Лукароти, Алекс Милер и Хју Вајтмор; Витакер је контактирао и Џона Виндама да пише за серију, али је он одбио због рада на књизи. До јануара 1965. редослед прича и сценаристи су углавном били финализовани, а само је последњи серијал изостављен. Ламбертова је сарађивала са уредницима прича како би серија остала свежа, испробавајући нове приступе као што су отворени хумор серијала Римљани и Потера, „потпуну чудноватост” Планете мрежа, као и псеудоисторијски садржај серијала Мешач у време.
Концепт за први серијал друге сезоне, Планета дивова, првобитно је предложен као прва прича прве сезоне серије, коју је написао С. Е. Вебер под насловом Дивови. Након неколико прерада, серијал је одбио творац серије Сидни Њуман у јуну 1963. због техничке сложености и недостатка развоја ликова. Концепт Дивова је дат сценаристи Роберту Гулду средином 1963. године да га развије као четвороделни четврти серијал прве сезоне, али је одбачен до јануара 1964. због тешкоћа у изради сценарија. До фебруара 1964, серијал је додељен сценаристи Луису Марксу. Главни наратив инспирисан је књигом Рејчел Карсон, Тихо пролеће, из 1962. године, првом значајним делом о људском утицају на животну средину. У марту 1964, Витакер је званично наручио од Терија Нејшна да напише други серијал, након успеха Далека из истоименог серијала прве сезоне, као и због његовог брзог рада на серијалу Кључеви Маринуса. Нејшн је средином априла 1964. испоручио синопсис за серијал под називом Повратак Далека; овај серијал је до септембра добио нови наслов Инвазија Далека на Земљу.
До краја августа 1964, Витакер је почео да тражи приче за други продукцијски блок, који је требало да почне серијалом Спасавање; до краја септембра, почео је званично да наручује сценарије. Одбио је најмање два предлога: Скривену планету Малколма Хулка, због потребних измена након Сузаниног одласка и недостатка научнофантастичних чудовишта, и Слајд Виктора Пембертона, јер је сматрао да је то збркана мешавина досадашњих научнофантастичних прича из серије, као и због тога што је сматрао да дијалози нису добри. Витакер је напустио свој положај уредника прича 31. октобра 1964, а заменио га је Денис Спунер, који је почео обуку са Витакером 6. августа. Дан након истека уговора, Витакер је добио задатак да напише серијале Спасавање и Крсташки рат, од којих је први био кратки дводелни серијал за увођење нове сапутнице, Вики Серијал Спасавање је снимила иста продукцијска екипа као и наредни серијал, Римаљни, а два серијала су снимљена као један шестоделни продукциони блок. Спунер је добио задатак да напише Римљане, замишљене као први серијал са хумористичним тоном, што је Ламбертова желела да испроба; према речима Вилијама Расела, Ламбертова је препознала Спунеров смисао за хумор и замолила га да укључи комедију у сценарио.‍(5:44)
Након што је погледао серију, аустралијски сценариста Бил Стратон је упутио своје агенте да контактирају продукцијску екипе како би разговарали о идеји приче. Сетио се успомене из детињства, када је као дечак гледао два мрава како се боре у празној канти петролеја; ту успомену је повезао са својим синовима, старим шест и четири године, који су се често свађали. О тој идеји је разговарао са Ламбертовом, а Витакер је званично наручио причу Планета мрежа 28. септембра 1964. године. Стратон је написао сценарије док се селио у свој нови дом; његова жена Маргарит смислила је име Зарби. Спунер је крајем 1964. направио измене у сценарију; сматрао је да прича има више слојева, при чему Меноптра представљају слободно предузетништво, а Зарби комунизам. За серијал Крсташки рат — који је требало да уравнотежи научнофантастичне приче у серији — Витакера је инспирисао Трећи крсташки рат. Он је открио да су неке од историјских личности — наиме краљ Ричард и његова сестра Џоана, чији је однос сматрао „скоро родоскрвном по интензитету” — били погодни за карактерну драму. Прикази сексуалне везе између брата и сестре избачени су из сценарија, делимично зато што је Хартнел сматрао да нису били прикладни за породичну серију. Хронологија неких догађаја је промењена ради драмског ефекта.
Отприлике почетком октобра 1964, Витакер је замолио јужноафричког сценаристу Глина Џоунса да развије причу за серију. Након Витакеровог одласка, Спунер је замолио Џоунса да развије серијал од четири дела, под насловом Свемирски музеј. Спунер је избацио већи део хумора из оригиналног сценарија, чиме Џоунс није био задовољан; Спунер је сматрао да је серијал више интелектуалан. Након успеха прве две приче о Далецима, Спунер је брзо наручио Нејшну да напише и трећи серијал. Нејшнов оригинални предлог је одбачен, па је уместо тога добио задатак да напише шестоделни серијал о Далецима под називом Потера. Његови сценарију су захтевали мало измена, иако је он био превише заузет да би се бавио прерадом. У марту 1965, Ламбертова је наручила Спунеру да напише серијал Мешач у време како би представио новог сапутника, Стивена Тејлора; пошто се од уредника прича није очекивало да наручују сценарије од самих себе, Ламбертова је оправдала његово учешће пред претпостављенима тиме што није било довољно времена да се упути неки други сценариста, а ниједан од редовних писаца није био доступан. Спунер је желео да се серија удаљи од „чистих” историјских прича као што су Владавина терора и Римљани, уместо тога се надајући да ће их комбиновати са футуристичким заплетима. До априла 1965, Спунер је одлучио да напусти своју функцију уредника прича; заменио га је Доналд Тош, који је врло мало изменио серијал Мешач у време.

### Снимање
Рани инсерти за специјалне ефекте снимљени су за серијал Планета дивова крајем 1964. користећи 35 mm филм. Редовна глумачка постава серије — Хартнел, Расел, Хилова и Фордова — снимила је сцене у којима су се појављивали заједно са огромним реквизитима; ефекат је постигнут снимањем глумаца кроз стакло и пројектовањем објеката на полупровидно огледало. Снимак је касније оцењен као незадовољавајући, па су сцене поново снимљене 13. августа. Недељно снимање серијала почело је 21. августа у Телевизијском центру, у Студију 4. Због других обавеза редитеља Мервина Пинфилда, четврту и последњу епизоду режирао је Даглас Камфилд, који је радио као помоћник режије Варису Хусеину током прве сезоне серије. Последња епизода снимљена је 11. септембра. Дана 19. октобра 1964. Вилсон је одлучио да скрати серијал од четири дела на три епизоде, јер се сматрало да је незадовољавајући увод у другу сезону; више је желео да започне сезону серијалом Инвазија Далека на Земљу, али је Сузанин одлазак у овом серијалу онемогућио промену. Две епизоде од по 24 минута спојене су у једну епизоду од 25 минута како би се добио бржи, динамичнији завршетак са главним ликовима. Камфилд је био потписан као редитељ последње епизоде.
Инвазија Далека на Земљу, коју је режирао Ричард Мартин, захтевала је прво велико снимање ван студија, са снимањем на 35 mm филму у центру Лондона, на Трафалгар скверу, код споменика војводе од Кембриџа у Вајтхолу, на Вестминстерскиом мосту и код Ројал Алберт Хола у августу 1964. године. Дизајнерски тим је додао обележја Далека на знаменитости као што је Нелсонов стуб, која је полиција затражила да уклоне. Недељно студијско снимање овог серијала почело је 18. септембра у студију Riverside у Хамерсмиту, новом редовном студију серије. Током пробног снимања за трећу епизоду 2. октобра, Хартнел је повредио леђа када се рампа-реквизит покварила; када му се Мартин извинио, Хартнел га је уверио да ће бити добро, али Ламбертова је инсистирала да узме неколико дана одмора.‍(2:52) Након разговора између Хартнелових адвоката и BBC-ја, BBC је порицао одговорност, али је платио рендгенски снимак. Хартнел је добио недељу дана одмора да се опорави, а четврта епизода је била подвргнута мањим изменама; глумац Едмунд Ворвик је заменио Хартнела у улози Доктора у тој епизоди. Последња епизода снимљена је 23. октобра, чиме је обележена година дана продукције од снимања првог серијала. Серијали Планета дивова и Инвазија Далека на Земљу снимљени су у првом продукцијском блоку серије уз прву сезону, али су одложени за другу сезону.
Редовна глумачка постава узела је паузу од шест недеља пре другог продукцијског блока, који је почео са серијалом Спасавање. У режији Кристофера Берија, сниман је 4. и 11. децембра 1964. у студију Riverside; међу глумцима је владала весела атмосфера, која је укључивала и пикник у Хартнеловој гардероби прве недеље. У истом продукцијском блоком са серијалом Спасавање, серијал Римљани је сниман током четири недеље, од 18. децембра 1964. до 15. јануара 1965, такође у режији Берија. Мартин се вратио да режира Планету мрежа, сниману од 22. јануара до 26. фебруара 1965. године. Мартин је желео да користи масни неутрално-затамњени филтер за кадрове Вортиса како би дочарао танку атмосферу планете, али је открио да је оптичко стакло прескупо, па се одлучио за јефтинију алтернативу; уграђена су два специјална објектива, од којих су оба током продукције поломљена. Неколико снимања се одужило, укључујући друго за 16 минута, трећа за 37 и четврта за 15 минута; међу проблемима су били и поцепани костими, глумци који су пролазили кроз кадар, проблеми са сценографијом због којих глумци заборављали своје реплике, као и кашњења у постављању сцене и студијске расвете. Треће снимање је завршено толико касно да је управа студија угасила светла у гардеробама, што је приморало екипу да изађе у мраку.
Серијал Крсташки рат, у режији Камфилда, сниман је од 5. до 26. марта 1965. године. За прву епизоду, дресираног сокола је обезбедио Џон Холмс из Центра за животиње Формакин у Бенсону у Оксфордширу. Током снимања последње епизоде, глумац Туте Лемков повредио се ножем који је погодио кост прста на његовој десној руци; одведен је у болницу да би примио вакцину против тетануса. Камфилд је обезбедио леш краве током снимања како би постигао одређене кадрове кроз трули грудни кош; леш је привукао муве и испуштао непријатан мирис под студијским светлима. Пинфилд се вратио да режира Свемирски музеј, сниман од 2. до 23. априла 1965. у Телевизијском центру BBC-ја; ово је био привремени прелазак из студија Riverside.
Мартин је изабран да режира шестоделни серијал Потера; у почетку је био невољан, али га је Ламбертова убедила јер је већ стекао надимак „режисер Далека”, пошто је режирао и Далеке и Инвазију Далека на Земљу. Ламбертова је замолила Мартина да трошкове сведе на минимум, али му је, сећајући се прекорачења буџета за Планету мрежа, доделила већи буџет од уобичајеног; као резултат тога, претходни и наредни серијали су снимани са минималним буџетом и мало предснимака. Потера је снимана од 30. априла до 4. јуна 1965. године. Дана 6. маја, Расел и Хил су пуштени са проба за другу епизоду да би позирали за око 20 фотографија које ће бити употребљене за илустрацију њиховог повратка кући у последњој епизоди; снимање је водио Камфилд као део предснимака за серијал Мешач у време. Снимање Мешача у време требало је да се одвија у студију Riverside до краја маја, али је одлучено да се врати у Телевизијски центар. Мешач у време је сниман од 11. јуна до 2. јула 1965. године. До тог тренутка, нови продуцент Џон Вајлс — који је требало да замени Ламбертову у наредним месецима — придружио се продукцији. Хартнела је ова промена узнемирила, па је повремено имао лажне нападе беса како би уплашио продукцијски тим да му удовољи; касније је другим глумцима признао да се само шалио.

## Приказивање

### Промоција
У септембру 1964, BBC је најавио да ће се Доктор Ху вратити за своју другу сезону у октобру, нагласивши да је то један од кључних програма ове телевизије, уз извештавање о општим изборима. Часопис Radio Times је промовисао серију чланком који је резимирао прву сезону, док је Daily Sketch промовисао уводну епизоду нове сезоне неколико дана пре емитовања фотографијом Ијана и Сузан. Трејлери од 20 секунди за Инвазију Далека на Земљу почели су да се емитују 14. новембра 1964, одмах након завршетка Планете дивова. Новине The Daily Mail и Daily Mirror објавиле су приче о повратку Далека, а Radio Times је 19. новембра приказао Далеке на насловној страни, заједно са чланком од пола стране који је најављивао серијал. Дана 24. децембра, лист Television Today објавио је причу о О’Брајенином дебитовању у улози Вики у епизоди „Моћни непријатељ”; Radio Times и Daily Mirror објавили су сличне приче 31. децембра 1964. и 2. јануара 1965. године, при чему је потоњи лист укључио фотографију са снимања серијала Римљани. Промоција за Римљане укључивала је најаву у часопису Radio Times 14. јануара и синдикално објављивање приче у локалним новинама 16. јануара.
У специјалном трејлеру за Планету мрежа, снимљеном 4. фебруара 1965. године, приказани су Зарбији који стижу у Телевизијски центар BBC-ја, након чега су спроведени у своје гардеробе. Трејлер приказан на каналу BBC1 6. фебруара 1965. узнемирио је Мартина, који је сматрао да умањује његов рад и да га представља „као мађионичара који ће извести разрађен трик од два и по сата, док публика већ зна све тајне”; Ламбертова је одговорила да је комични тон трејлера био намерно одабран како би скинуо „клетву са Зарбија” за млађе гледаоце. Планета мрежа се 11. фебруара нашла на насловној страни Radio Times-а, заједно са чланком на пола стране, а промовисана је у новинама The Children's Newspaper са фотографијом Зарбија који чека на аутобуској станици 13. фебруара. Radio Times је 25. марта промовисао серијал Крсташки рат у тексту о гостујућим глумцима Џулијану Главеру и Бернарду Кеју; касније исте недеље, стрип у истом часопису приказао је Доктора са Далеком и Зарбијем. Неколико листова, укључујући Daily Express и The Daily Telegraph, писало је 2. априла о предстојећем одласку Расела и Хилове; Расел се истог дана појавио у емисији Junior Points of View, док је слика Хилове објављена у Daily Sketch-у наредног дана. Серијал Свемирски музеј је најављен у часопису Radio Times 22. априла.
Почетком априла 1965. одржано је фотографисање са Далецима и Мехоноидима у циљу промоције серијала Потера, што је подстакло неколико новинских прича 15. априла; Ламбертова је за новине The Sun дала изјаву поводом робота. Серијал је добио преглед на једној страни у часопису Radio Times, који је потврдио извештаје о одласку Расела и Хилове у последњој епизоди. Касније епизоде серијала Потера емитоване су уочи изласка биоскопског филма Доктор Ху и Далеци (1965), што је резултирало бројним унакрсним промоцијама; исечак из филма је приказан у емисији The Roy Castle Show — коју је водио Рој Касл, један од глумаца у филму — око сат времена након емитовања четврте епизоде Потере. Неколико реквизита Далека коришћено је у јавним наступима ради промоције. Фотографија Доктора са Дракулом и Франкенштајновим чудовиштем нашла се на насловној страни листа Television Today 10. јуна. Серијал Мешач у време је најављен у часопису Radio Times 1. јула, уз фотографију нове главне глумачке поставе. Серија је добила велику медијску пажњу током емитовања овог серијала због изласка филма Доктор Ху и Далеци; дана 28. јула, Ламбертова је дала интервју Денису Туију у емисији Late Night Line-Up, а Daily Mirror је објавио причу о Хартнеловом животу и каријери.

### Емитовање
Планета дивова је емитована на каналу BBC1 у три недељна дела од 31. октобра до 14. новембра 1964. у 17:15 часова. Библиотека филмова и видео трака BBC-ја није одабрала овај серијал за чување, а оригиналне траке су обрисане крајем 1960-их. Године 1977, 16 mm филмске копије серијала откривене су у BBC Enterprises-у. Време емитовања је померено на 17:40. за Инвазију Далека на Земљу, која је емитована у шест недељних делова од 21. новембра до 26. децембра 1964. године. Последња епизода емитована је у 17:55. Серијал је приказан на прослави 20. годишњице Лонглита 3. априла 1983. године, а прва епизода је приказана у Националном филмском театру 29. октобра исте године. Свих шест епизода је приказано у театру 5. јануара 1999. године. Серијал Спашавање је емитован у два недељна дела 2. и 9. јануара 1965. године. Оба дела Спашавања су обрисана крајем 1960-их; BBC Enterprises је задржао теле-снимке обе епизоде и вратио их BBC-ју 1978. године.‍(49:02) Серијал Римаљни је емитован у четири недељна дела од 16. јануара до 6. фебруара 1965. године. UK Gold је емитовао серијал у епизодном формату из новембра 1992; првобитно је био заказан раније, али су га заменили Астеци.
Планета мрежа је емитована у шест недељних делова од 13. фебруара до 20. марта 1965. године. Последња епизода емитована је касније, у 17:55. Сматрало се да је серијал избрисан почетком 1970-их и да је изгубљен све док негативи свих шест епизода нису пронађене у BBC Enterprises-у крајем 1970-их. Неедитоване копије пронађене су и у Нигерији 1984. године. Четврта епизода је приказана 29. октобра 1983. у Националном филмском театру, као и на регионалним догађајима попут Бредфорд Плејхауса и Филм театра 8. јуна 1984. године. British Satellite Broadcasting приказао је серијал између јула и септембра 1990, а UK Gold га је приказао у епизодном формату у децембру 1992. заједно са компилативном верзијом. Серијал Крсташки рат је емитован у четири недељна дела од 27. марта до 17. априла 1965. године. Оригиналне траке су обрисане крајем 1960-их, а иностране копије епизода су уништене око 1972. од стране BBC Enterprises-а. Библиотека филмова и видео трака BBC-ја задржала је 16 mm копију треће епизоде. Копија прве епизоде откривена је у власништву филмског колекционара Бруса Гренвила на Новом Зеланду у јануару 1999. и враћена је BBC-ју; она је потицала од компаније New Zealand Broadcasting Corporation. Друга и четврта епизода и даље су изгубљене и постоје само у виду теле-снимака и снимака ван етра.
Серијал Свемирски музеј је емитован у четири недељна дела од 24. априла до 15. маја 1965. године. Друга епизода је била заказана 10 минута касније него обично због финала ФА купа 1965, док је трећа епизода емитована 20 минута касније због извештаја о 20. годишњици Дана победе у Европи. Оригиналне траке су избрисане крајем 1960-их, али је цео серијал откривен у BBC Enterprises-у 1977. године. Приказао га је British Satellite Broadcasting 22. септембра 1990. и UK Gold децембра 1992. године. Национална архива Британског филмског института поседује копију серијала. Серијал Потера је емитован у шест недељних делова од 22. маја до 26. јуна 1965. године. Оригиналне траке су избрисане 1967. и 1969. године, али су теле-снимци од 16 mm направљени за инострана тржишта откривени у BBC Enterprises-у 1978. године. Серијал је био приказан 4. децембра 1988. у Националном филмском театру у оквиру прославе Доктора Хуа. Серијал Мешач у време је емитован у четири недељна дела од 3. до 24. јула 1965. године. Прва епизода је емитована у 18:55 због продуженог програма Grandstand који је пратио регату у Хенлију и финале Вимблдона. Траке су одобрене за брисање 1967. и BBC Enterprises је избрисао међународну верзију због умањене продаје до 1977. године. Све четири епизоде (са неким сценама које недостају) откривене су у Нигерији 1984. и враћене BBC-ју до 1985. године; откривено је да су исечене, са неким сценама које недостају. Серијал је поново емитован у недељном термину на каналу BBC2 од 3. до 24. јануара 1992. године.

## Пријем

### Гледаност
Планета дивова је сматрана снажним почетком друге сезоне, са 8,4 милиона гледалаца за прве две епизоде и 8,9 милиона за трећу. Извештај о истраживању публике за прву епизоду показао је да је серија освојила 17% гледалаца. Инвазија Далека на Земљу била је успешна међу гледаоцима, са додатна четири милиона гледалаца више у односу на Планету дивова; прва епизода је била најгледанији BBC програм за северну Енглеску, а трећа епизода најгледанија за Велс и западну Енглеску. Пета епизода заузела је 18. место на националној листи гледаности за ту недељу, изједначивши се са ITV-овим програмом Thank Your Lucky Stars. Висока гледаност наставила се и за серијал Спасавање, са 12 милиона гледалаца за прву епизоду. Био је то једанаести најгледанији програм те недеље и најгледанији програм канала BBC1 у Лондону и северној Енглеској. Друга епизода имала је још већу гледаност, са 13 милиона гледалаца, што ју је сврстало на осмо место те недеље и учинило најгледанијом епизодом серије до тада. Серијал Римљани такође је задржао високу гледаност: 13 милиона гледалаца за прву епизоду, чиме се она изједначила као најгледанија у историји серије до тог тренутка. Друга епизода је пала на 11,5 милиона гледалаца, и заузела је 20. место по ТАМ-у са процењених 5,3 милиона домаћинстава. Трећа епизода имала је мању публику од 10 милиона гледалаца, што се приписује њеном емитовању након телевизијског преноса сахране Винстона Черчила. Четврта епизода је достигла 12 милиона гледалаца.
Гледаност се повећала за Планету мрежа, достижући рекорд од 13,5 милиона гледалаца за прву епизоду. Гледаност је пала у наредним епизодама, при чему су последње две имале по 12 милиона гледалаца, али су и даље сматране успешним, рангирајући се међу 20 најгледанијих програма за сваку недељу; прва епизода заузела је 18. место на националној листи, са процењених 5,45 милиона домаћинстава. Гледаност је наставила да опада за серијал Крсташки рат, падајући на 10,5 милиона гледалаца за прву епизоду и 8,5 милиона за другу, чиме је испала из првих 20 програма те недеље. Трећа и четврта епизода имале су 9, односно 9,5 милиона гледалаца, што се и даље сматрало прихватљивим. Свемирски музеј је остварио сличне бројке гледаности, падајући са 10,5 милиона на 8,5 милиона гледалаца током четири недеље. Гледаност серијала Потера сматрана је изузетно позитивном, иако су рани летњи месеци значили да није успео да достигне висок број гледалаца серијала као што су Инвазија Далека на Земљу и Планета мрежа. Ипак, имао је отприлике милион гледалаца више од Свемирског музеја, при чему је прва епизода достигла десет милиона гледалаца и ушла у првих 20 најгледанијих програма те вечери; четврта и шеста епизода ушле су у првих 10. Летња сезона и недостатак Далека довели су до мањег броја гледалаца за серијал Мешач у време, са 8,9 и 8,8 милиона гледалаца за прве две епизоде и падом на 7,7 и 8,3 милиона за последње две. Друга епизода је била најгледанији BBC програм те недеље у Југозападном региону; трећа епизода је испала из првих 20 програма те недеље, али је имала већи удео публике него ITV.
Индекс уважавања за другу сезону је у просеку био 54; кретао се од 57 до 63 за прва три серијала, док је Римљанима пао са 53 за прву епизоду на 51 за другу, што је било најниже у историји серије до тада, да би трећа и четврта епизода достигле 50. Индекс уважавања Планете мрежа почео је добро, али је брзо пао, први пут испод 50; последња епизода поставила је нови рекорд минимума од 42. Крсташки рат се накратко опоравио, крећући се од 51 на 48 током четири недеље, док је Свемирски музеј почео снажно — 51, 53 и 56, за прву три недеље — па је нагло пао у последњој епизоди на 49. Последње две приче су се углавном опоравиле, крећући се од 54 до 57 за Потеру и од 49 до 57 за Мешача у време.

### Критике
Друга сезона добила је углавном позитивне рецензије критичара. Генерални директор BBC-ја, Хју Грин, није био задивљен концептом Планете дивова, изражавајући своју жељу за повратком Далека. Након прве епизоде Инвазије Далека на Земљу, директор телевизије Кенет Адам назвао ју је „занимљивом”; програмски одбор BBC-ја описао је трећу епизоду као „изванредну”, а наредне недеље, руководиоци су сматрали да је квалитет серије доследно висок, при чему је Грин желео да види повратак Далека у будућим причама. Т. К. Ворсли из новина Financial Times похвалио је серију због стварања универзалне слике о Далецима. За серијал Спасавање, Ворсли је сматрао да Кокилион слабији негативац у односу на Далеке, али је ценио његово име. Након емитовања прве епизоде серијала Римљани, Мери Крозијер из новина The Guardian написала је да је „радња била неповезана, а дијалози неуједначеног квалитета”; на седници програмског одбора, Адам је похвалио наступ Џеклин Хил у другој епизоди. Планета мрежа је добила мешовите критике; прву епизоду је критиковао Питер Блек из Daily Mail-а, који је главне ликове описао као „најдосаднију четворку у фикцији”. Патрик Скин Кетлинг из часописа Punch написао је да је серијал крив за „апсурдни пад у баналност”, а Бил Едмунд из листа The Stage and Television Today описао је ефекте осветљења као „бесмислене и иритантне”. Пеги Филипс из новина The Scotsman сматрала је да је серијал промашен.
Серијал Крсташки рат је био добро прихваћен; Бил Едмунд из Television Today-а похвалио је Главерову глуму и Витакеров сценарио, изјавивши да су „дијалог и прича... једни од најбољих које смо имали у овој серији”. Насупрот томе, Television Mail је написала да се „ужасно раван дијалог Доктора Хуа једва чуо ... од шкрипе заплета”, напомињући да серијал треба да гледају само „људи који гаје дубок презир према деци”. Свемирски музеј наишао је на помешане реакције; часопис Times Educational Supplement описао је овај серијал као „веома исфорсиран”, додајући да је серији „понестало маште”. Извештај публике сачињен након прве епизоде био је углавном позитиван, али је други извештај после последње епизоде био критичнији. Серијал Потера добио је углавном позитивне одговоре. Морис Ричардсон из новина The Observer похвалио је Хартнелову глуму и приметио да му је телевизијска серија била занимљивија од филма Доктор Ху и Далеци. Марџори Норис из Television Today-а описала је последњу епизоду као „далеко драматски најуспешнију” у историји серије, хвалећи борбу између Далека и Мехоноида, музику и сценографију, као и глуму Хартнела и Первиса. Насупрот томе, Филип Персер из новина The Sunday Telegraph описао је серију као „троми стари серијал ових дана” и приметио да Далеци „брзо губе своју древну застрашујућу моћ”. Мешач у време је такође био добро примљен. Бил Едмунд из Television Today-а уживао је у лику Монаха, али је био разочаран недостатком чудовишта у серијалу. Џ. К. Тревин из часописа The Listener уживао је у серијалу, „делом зато што се нису појавила механичка чудовишта, а делом зато што су се логичне последице мешања у време заиста размотриле”.
Ретроспективне рецензије друге сезоне биле су позитивне. У књизи The Television Companion (1998), Дејвид Џ. Хау и Стивен Џејмс Вокер оценили су заплет Планете дивова као „један од најслабијих” у серији до сада; похвалили су глуму Џеклин Хил и уживали у наступима Хартнела и Расела, али су приметили да је Фордова била „донекле мање импресивна”. Дејв Голдер из SFX-а (2012) описао је овај серијал као „неоспорно спор, разговорљив и лишен узбуђења”, посебно критикујући Барбарину карактеризацију. Хау и Вокер су описали Инвазију Далека на Земљу као „један од највећих класика серије”, хвалећи „потресну и дирљиву” последњу сцену и импресивно снимање на локацији, упркос помало неспретној режији; у Критичкој историји Доктора Хуа (1999), Џон Кенет Мјур сматрао је да је овај серијал један од најмрачнијих у историји Доктора Хуа и похвалио је снимање ван студија, као и карактеризацију Сузан, иако је приметио сексизам у Докторовим завршним речима и критиковао специјалне ефекте. Хау и Вокер су описали Спасавање као „један од најбољих примера драме вођене ликовима из овог периода историје серије”, хвалећи лик Вики, иако су приметили да су поједини делови радње остали необјашњени; Клиф Чепман са веб-сајта Den of Geek (2009) сматрао је овај серијал „шармантним” и похвалио глуму, написавши да је једина слабост његов расплет. У водичу The Discontinuity Guide (1995), Пол Корнел, Мартин Деј и Кит Топинг написали су да у серијалу Римљани „Хартнел показује таленат који му је донео улогу”, и похвалили атмосферу и хумор серијала; Чепман је сматрао да овај серијал „добро ради комедију” са „духовитим дијалозима, карактерним моментима, слепстиком и драмом”.
Корнел, Деј и Топинг похвалили су маштовитост и амбицију Планете мрежа, али су приметили да по савременим стандардима „изгледа споро и наивно”; Мјур је описао серијал као „племенит експеримент” упркос мешовитој реализацији; похвалио је костиме за Зарбије, али је критиковао костиме Меноптра, гласове ванземаљаца, замућене објективе и Стратонове неоригиналне сценарије. Хау и Вокер су назвали Крсташки рат „величанственом причом”, хвалећи Хартнелов наступ у трећој епизоди као „један од његових најбољих и најинтензивнијих наступа у улози Доктора”, и аплаудирајући сценографији и пратећој музици; Патрик Малкерн из Radio Times-а (2008) изјавио је да је Крсташки рат „вероватно прва прича у којој сваки аспект продукције функционише до савршенства”. Неколико критичара сматрало је да је прва епизода Свемирског музеја обећавала, али да је квалитет опао у наредним епизодама; Мјур га је упоредио са Зоном сумрака у позитивном смислу, али је сматрао да га је ослабила употреба мотива планетарне револуције, који је већ виђен у Далецима и Планети мрежа. Неки рецензенти су сматрали да је последња епизода Потере њен најјачи део, углавном због битке између Далека и Мехоноида и одласка Ијана и Барбаре; Корнел, Деј и Топинг описали су овај серијал као „један од најбизарнијих”, састављен од „неповезаних сцена са тек траговима заплета”. Критичари су похвалили наступ Питера Батерворта у серијалу Мешач у време, посебно његове сцене са Хартнелом. Малкерн из Radio Times-а назвао је серијал „потпуним уживањем” и „еквивалентом комфорне хране Доктора Хуа”.